# 9435 Odafukashi
9435 Odafukashi è un asteroide della fascia principale. Scoperto nel 1997, presenta un'orbita caratterizzata da un semiasse maggiore pari a 2,1654954 UA e da un'eccentricità di 0,0710407, inclinata di 4,12181° rispetto all'eclittica.